# Austre Molands kommun
Austre Molands kommun (norska: Austre Moland kommune) var en kommun i Aust-Agder fylke i södra Norge. Byn Brekka utgjorde kommunens centralort.

## Administrativ historik
Austre Molands kommun upprättades den 1 januari 1838 (som Østre Moland formannskapsdistrikt) när Formannskapslovene från 1837 trädde i kraft. Kommunen omfattade då områden i de norra och östra delarna av nuvarande Arendals kommun.
Mellan 1875 och 1944 genomfördes ett antal gränsregleringar med grannkommuner:
- 1 januari 1875: bebott område (22 invånare) från Arendals kommun
- 1 juli 1919: bebott område (14 invånare) från Holts kommun
- 1936: bebott område (33 invånare) från Øyestads kommun
- 1944: bebott område (21 invånare) till Arendals kommun

Den 1 maj 1878 bröts kommunerna Barbu och Tromøy ut ur kommunen som då minskade från 9 718 invånare före delningen till 2 524 invånare efter.
Den 1 juli 1919 bröts Stokkens kommun ut ur kommunen som då minskade från 2 972 invånare före delningen till 1 289 invånare efter. Den återstående delen omfattade ett område i den norra delen av nuvarande Arendals kommun.
Den 1 januari 1962 gick Austre Molands kommun, tillsammans med kommunerna Flosta och Stokken och en del av Tvedestrands kommun, upp i den då nybildade Molands kommun. Kommunens hade då 1 607 invånare.
Den 1 januari 1964 överfördes en mindre del av den tidigare kommunen Austre Moland (Holtegården med 5 invånare) från Molands kommun till Tvedestrands kommun.
Området utgör sedan den 1 januari 1992 en del av Arendals kommun.